# Ernesto Melano

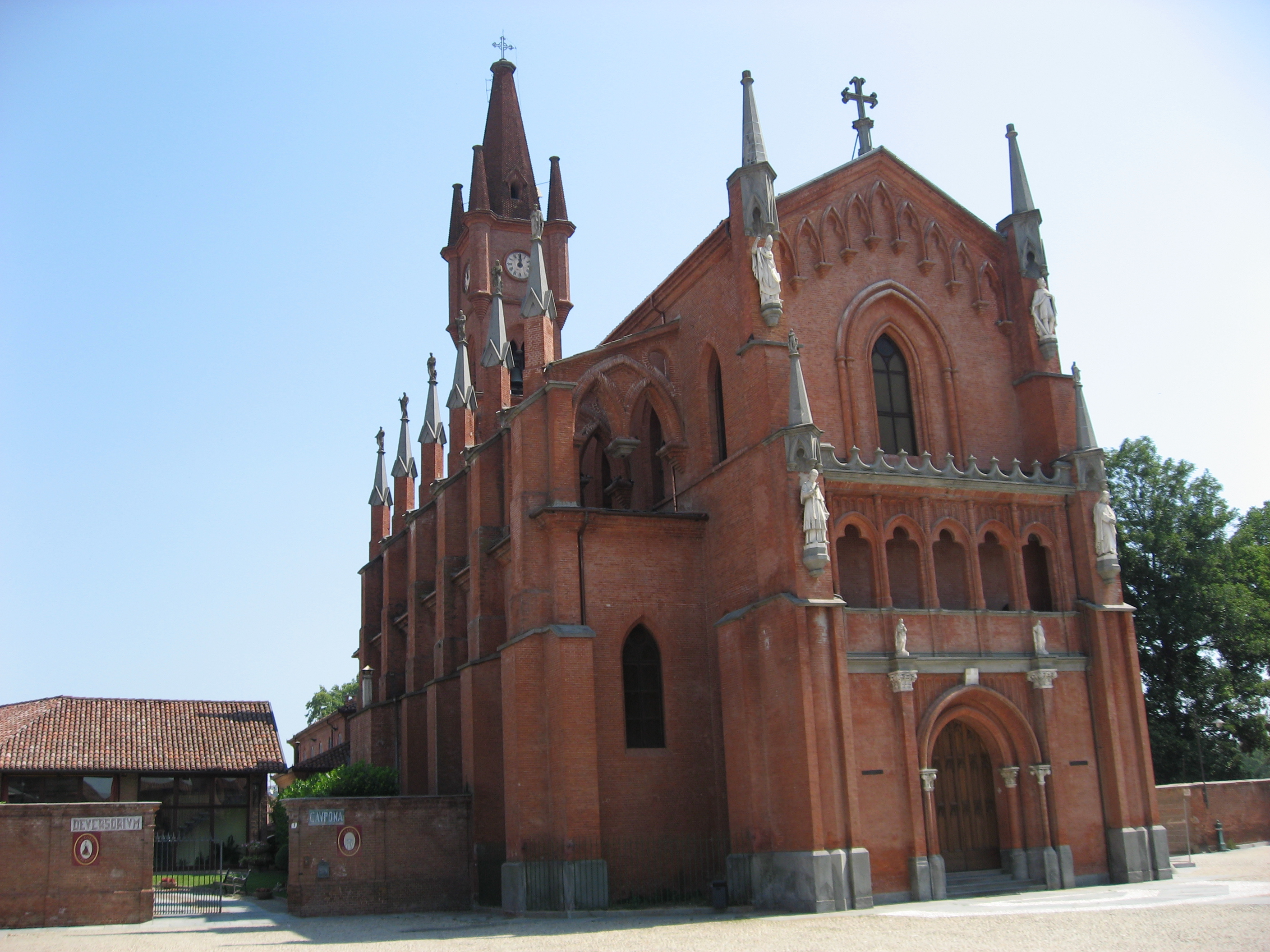
Église Saint-Victor du Castello di Pollenzo

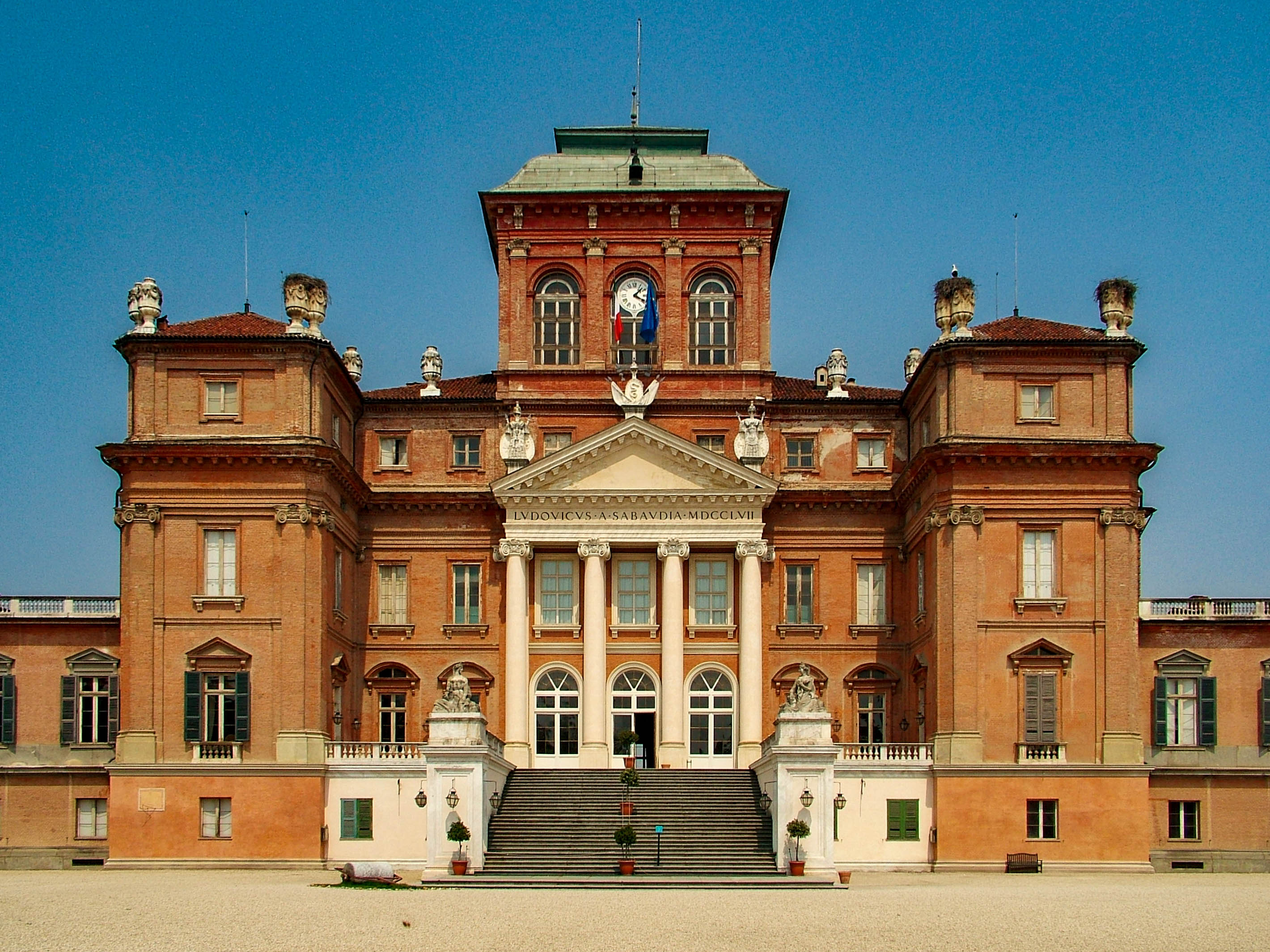
Façade du Castello Reale di Racconigi

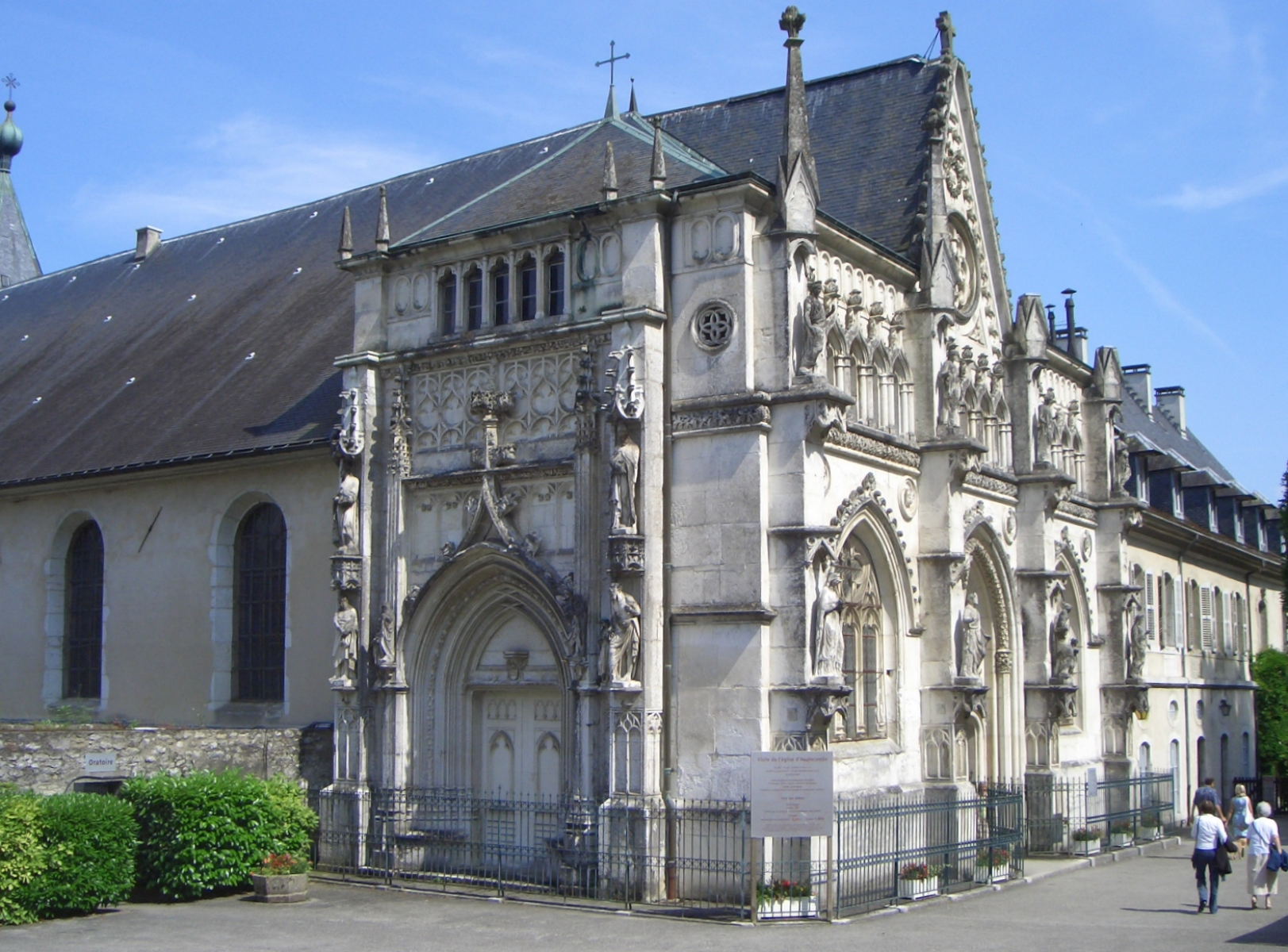
Église de l'abbaye d'Hautecombe en Savoie

Ernesto Melano, parfois francisé en Ernest Melano ou Mélano, né le 11 mars 1792 à Pignerol et mort le 18 avril 1867 à Turin, est un architecte et ingénieur civil italien de la cour de Turin, alors située dans le royaume de Sardaigne.
Il occupa le poste de premier architecte de sa majesté Charles-Albert de Sardaigne. Celui-ci lui confia plusieurs travaux de construction ou de rénovation de châteaux, monuments religieux ou sanctuaires.
Ernesto Melano fut le chef de file de l'art italien néogothique troubadour du XIXe siècle.

## Biographie
En 1812, Ernesto Melano obtient son diplôme de l'école d'architecture civile de Turin. Sa première tâche consiste en l'amélioration du réseau routier et à la reconstruction du Fort d'Exilles ; il est ensuite affecté à la commission des frontières du royaume.
Nommé capitaine du Génie en 1822, il commence sa carrière à Chambéry (route du col du Chat, endiguement de l'Isère).
En 1826, Charles-Félix de Savoie lui confie la restauration entière de l'abbaye d'Hautecombe (jusqu’en 1846) dont les piliers de l'église furent transformés en statues à la mémoire des princes. On lui doit ainsi de nombreuses autres restaurations et des plans d'église.
Il est élu le 2 septembre 1831 à l'Académie des sciences, belles-lettres et arts de Savoie, avec pour titre académique Correspondant.
Il devient ingénieur chef en 1833 et est rappelé à Turin où il est nommé architecte de Sa Majesté et directeur de l'Ufficio d'Arte, remplaçant Carlo Bernardo Mosca. En 1834, il entre au Congrès Permanent des Eaux et Chaussées, puis est nommé correspondant à l'Académie des belles-lettres de Milan. En 1843, peu après la mort de Ferdinando Bonsignore qui occupait ce rôle, il devient premier architecte du roi, tout en restant directeur de l'Ufficio d'Arte. À partir de 1853, sa santé fragile le force à s'arrêter. Malgré cela, le roi le charge des travaux de la salle du Sénat au palais Madame, à Rome. Il reçoit en 1854 une promotion en tant qu'Inspecteur de Ia classe[pas clair] et il est décoré officier de l'ordre de l'ordre des Saints-Maurice-et-Lazare en février 1857.
Il se retire en 1858 et décède à Turin en 1867.

## Principales réalisations
- Restauration de l'abbaye de Tamié (1827),
- Restauration de la cathédrale de Moûtiers (1828),
- Décoration intérieure de la cathédrale de Saint-Jean-de-Maurienne (1831),
- Décoration intérieure de la cathédrale et de la Sainte-Chapelle de Chambéry (1833-1836),
- Église Saint-Pierre-aux-Liens de Saint-Pierre-de-Curtille (1838)[4]
- Borgo Castello nel parco de La Mandria : résidence de la famille royale savoyarde
- Castello di Pollenzo, sur la frazione de Bra : église de cette résidence de la famille royale savoyarde
- Castello Beraudo di Pralormo à Pralormo (1840) : résidence de la famille royale savoyarde
- Église Saint-Georges de Vailly, 1844 à 1848
- Castello Reale di Racconigi et sanctuaire de la Madonna delle Grazie : résidence de la famille royale savoyarde
- Abbaye d'Hautecombe : restauration de l'église contenant les tombeaux de la famille royale savoyarde
- L'église paroissiale de San Martino Alfieri
- Église Saint-Martin à Torre Pellice
- Église paroissiale de Saint-Pierre de Maché à Chambéry (1832)
- Premier complexe thermal de Brides-les-Bains (1845)
- Expansion du château de Racconigi (1833-1845)